# Tolle Nacht (1957)
Tolle Nacht ist ein deutsches Filmlustspiel von John Olden, dessen erste Kinoregie dies war. Es spielen an der Seite von Maria Sebaldt altgediente Komödienveteranen wie Hubert von Meyerinck, Rudolf Platte, Werner Finck, Harald Juhnke und Paul Henckels die Hauptrollen.

## Handlung
Das Sanatorium für „neuzeitliche Lebensweise“ beherbergt eine Fülle von überspannten „Gästen“, von denen manche einen harmlosen Spleen haben, während andere wiederum als komplett überdreht gelten. Die meisten von ihnen leiden unter der so genannten „Managerkrankheit“ und unterwerfen sich daher komplett neuen Strukturen in Sachen Ernährung und veränderter Körperlichkeit. Als die Anstalt ein Raub der Flammen wird, muss dringend eine neue Bleibe für die Verrückten gesucht werden. Da bietet sich das nahegelegene Hotel Bellevue, das von der noch sehr jungen Karla Wenger geführt wird, geradezu an.
Die Hoteliersfrau ist von dieser Idee jedoch ganz und gar nicht begeistert. Allenfalls der Architekt Michael Haller, der ihr ein guter Tanzpartner wird sowie Hausdiener Oskar und der ansässige Friseur scheinen normal; alle anderen strapazieren bald die Nerven des Dame des Hauses aufs Äußerste und machen ihrem Ruf als „Verrückte“ alle Ehre. Doch geht wirklich alles mit rechten Dingen zu oder treiben die angeblich Nervenkranken nicht einfach nur ein überdrehtes Spiel, um in der neuen Unterkunft, dem Hotel, ihren Status als „Durchgeknallte“ aufrechterhalten zu können? Bald stellt sich heraus, dass letzteres der Fall ist.

## Produktionsnotizen
Tolle Nacht entstand im Frühjahr 1957 in Hamburg und wurde am 17. Mai 1957 in der Essener Lichtburg uraufgeführt.
Gyula Trebitsch übernahm die Herstellungsleitung. Herbert Kirchhoff und Albrecht Becker schufen die Filmbauten. Werner Schlagge war Tontechniker, Werner Pohl übernahm den Ton bei den Musikaufnahmen. Erna Sander kreierte die Kostüme, Bruno Balz schrieb die Musiktexte. Filmeditor Walter Wischniewsky war auch Oldens Regieassistent.

## Kritiken
Der Spiegel schrieb: “Bescheidene Ansätze zu satirischer Behandlung der Themen Automation, Manager und Protzentum ertrinken hoffnungslos in überstrapazierter Klamottenkomik, bei der ausgiebig im und mit Wasser gepantscht wird. So viele abgedroschene Pointen, wie sie das Drehbuch (Gustav Kampendonk) auf das Publikum prasseln lässt, haben sogar die mitwirkenden Garantie-Komiker des deutschen Films (Rudolf Platte, Hubert von Meyerinck, Werner Finck, Paul Henckels) in allen bisherigen Lustspielklamotten zusammengenommen kaum abziehen müssen.”
Im Lexikon des Internationalen Films heißt es: „Blödelfilm mit angestrengter Komik und primitiver Albernheit.“